# Cantone di Rambervillers
Il Cantone di Rambervillers era una divisione amministrativa dell'arrondissement di Épinal.
È stato soppresso a seguito della riforma complessiva dei cantoni del 2014, che è entrata in vigore con le elezioni dipartimentali del 2015.
Comprendeva i comuni di:
- Anglemont
- Autrey
- Bazien
- Brû
- Bult
- Clézentaine
- Deinvillers
- Domptail
- Doncières
- Fauconcourt
- Hardancourt
- Housseras
- Jeanménil
- Ménarmont
- Ménil-sur-Belvitte
- Moyemont
- Nossoncourt
- Ortoncourt
- Rambervillers
- Romont
- Roville-aux-Chênes
- Saint-Benoît-la-Chipotte
- Sainte-Barbe
- Saint-Genest
- Saint-Gorgon
- Saint-Maurice-sur-Mortagne
- Saint-Pierremont
- Vomécourt
- Xaffévillers